# Orbitrek

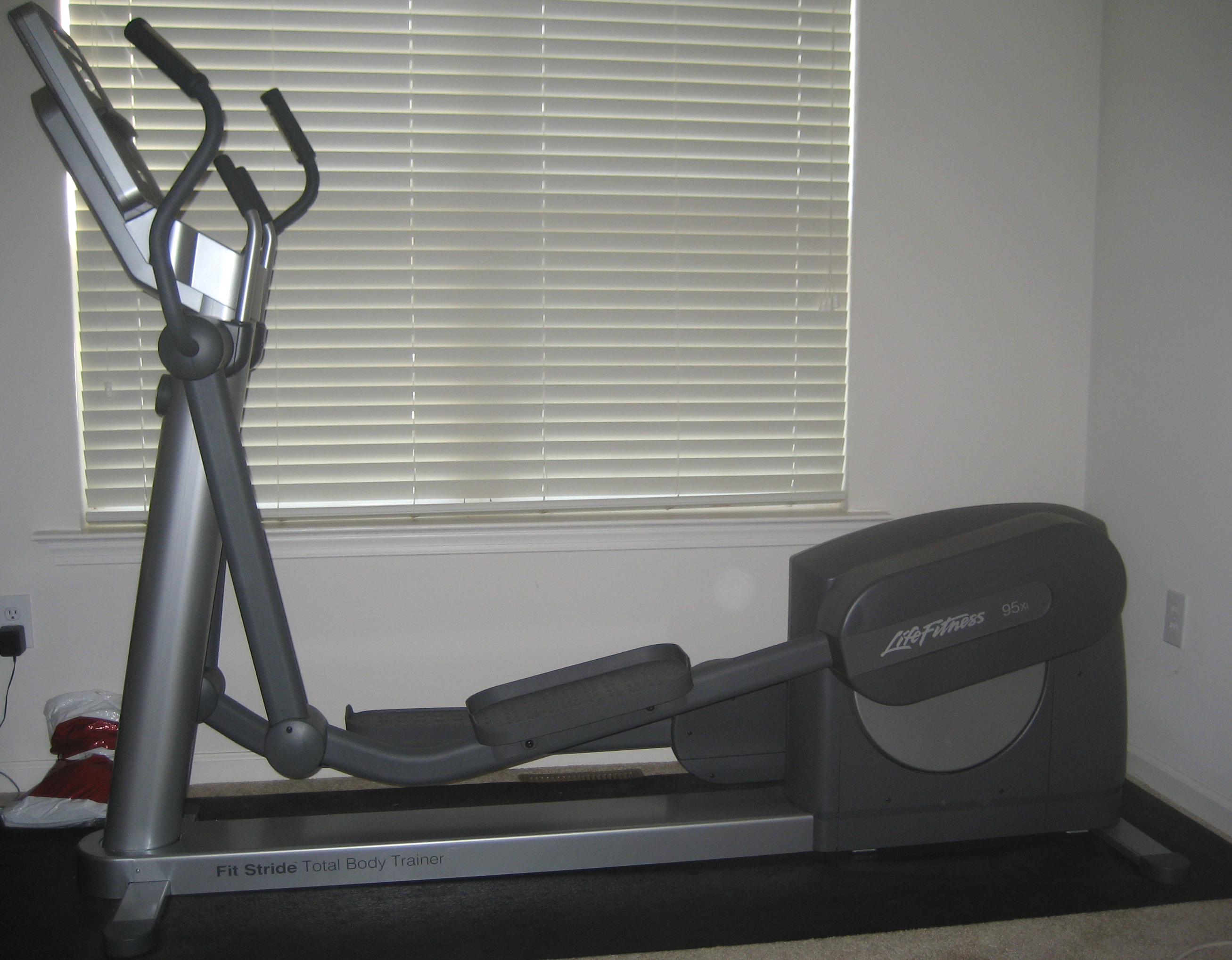
Orbitrek, widok z boku

Orbitrek eliptyczny, trenażer eliptyczny, crosstrainer – stacjonarne urządzenie treningowe do ćwiczeń kardio.

## Historia urządzenia
Historia orbitreka jest względnie niedługa, rozpoczyna się w 1988 roku. Wtedy to na Uniwersytecie Purdue przedstawione zostały pierwsze prace dotyczące tego urządzenia. Jednak dopiero w 1995 firma Precor (jeden z producentów sprzętów fitness) wprowadziła na rynek trenażer eliptyczny crosstrainer. Głównym zadaniem tego sprzętu było spowodowanie, by ćwiczący układał stopę jak podczas biegania. Równocześnie wypuszczając ten model firma Precor dokonała zapisów patentowych na swój wynalazek wykorzystujący koło zamachowe z tyłu, wprawiane w ruch za pomocą mięśni nóg osoby ćwiczącej.
Orbitrek może być wykorzystywany do ćwiczeń w domu, coraz częściej jest obowiązkowym wyposażeniem siłowni i klubów fitness. Większość orbitreków posiada wgrane gotowe programy treningowe, które pozwalają na bardziej efektywny trening.

## Korzyści stosowania
Aktywność fizyczna na orbitreku jest porównywalna do tej podczas biegania na bieżni, w naturze, czy jazdy na rowerze. W 2010, porównano intensywność wysiłku pomiędzy bieżnią a orbitrekiem na grupie 18 osób. Wydatki energetyczne i zużycie tlenu były takie same w obu grupach. Thomas Altena, profesor fizjologii odżywiania i aktywności fizycznej z Uniwersytetu Missouri mierzył retencję tlenu, magazynowanie kwasu mlekowego, puls i RPE (ang. rating of perceived exertion, jest to skala do oceny subiektywnego odczucia zmęczenia po wysiłku) i wykazał, że odpowiedź fizjologiczna organizmu na te dwa rodzaje aktywności fizycznej jest niemal identyczna.